# Percy M. Young
Percy  Marshall Young (17 mai 1912 — 9 mai 2004) est un musicologue, éditeur, organiste, compositeur, chef d'orchestre et enseignant britannique.

## Biographie
Young nait à Northwich, Cheshire. De 1934 à 1937 il est le directeur de musical du Stranmillis Teacher Training College de Belfast. De 1937 à 1944, Young est conseiller musical pour la Local Education Authority (en) de Stoke-on-Trent. Après cela il devient directeur musical au Wolverhampton College of Technology, position qu'il occupe de 1944 à 1966. À partir de 1998 jusqu'à sa mort en 2004, Young est membre honoraire du Selwyn College (Cambridge).
Young publie plus de cinquante livres. Parmi eux se trouvent des biographies de musiciens tels que Georg Friedrich Händel (1947), Vaughan Williams (1953), Sir Edward Elgar (1955), Robert Schumann (1957), Zoltán Kodály (1964), Sir Arthur Sullivan (1971) ou Sir George Grove (1980). Il écrit également une série pour enfants sur les compositeurs, par exemple George Frideric Handel, Wolfgang Amadeus Mozart, Ludwig van Beethoven ou Benjamin Britten.
Young écrit une suite à un opéra inachevé d'Elgar, The Spanish Lady. Un chapitre du livre, Elgar, O. M., inclut des lettres et un synopsis de l'opéra avec une description des personnages et des passages musicaux.
Young est également fan de football et historien du football, écrivant plusieurs livres sur les histoires des clubs dont Wolverhampton Wanderers, Centenary Wolves 1877-1977 et Manchester United (Heinemann 1960.)
Young est également brièvement conseiller du Parti travailliste de Wolverhampton.